# 의학 용어집
의학 용어집(醫學用語集, 영어: glossary of medical terms)은 의학 및 그 하위 분야 또는 관련 분야에서 사용되는 용어들이다.

## A
- Aarskog–Scott syndrome (아르스코그-스콧 증후군, AAS) – 저신장, 안면 기형, 골격 기형 및 생식기 기형을 특징으로 하는 희귀 유전성(X-연관) 질환이다.[1]
- Abdomen (복부) – 가슴과 골반 사이에 있는 신체 부분으로, 관상의 소화 기관 및 여러 기관들이 대부분 위치하고 있다.

## 같이 보기
- 의학 용어
- 의학 용어의 어근, 접두사 및 접미사 목록
- 인체 뼈 목록
- 인체 신경 목록
- 인체 골격근 목록
- 위치에 대한 해부학 용어
- 해부학 용어
- 질병 목록
- 의대 입학 시험